# Handicap cognitif
La notion de handicap cognitif désigne une catégorie spécifique dans les classements des différentes catégories de handicap.
Depuis la loi du 11 février 2005 pour l’égalité des droits et des chances, la participation et la citoyenneté des personnes handicapées, il est question dans la législation d'individualiser les troubles de santé invalidants, ce qui a permis d'introduire une reconnaissance et une distinction claires des différentes déficiences mentales, psychiques et cognitives.

## Intérêt de la notion
De 2008 à 2010, un projet d'écriture élaboré par un groupe de travail réunissant des représentants des principales associations de patients concernées par le handicap cognitif et coordonné par Roland Cecchi-Tenerini, alors président du comité scientifique de la Fédération française des dys, concernant la définition, la description et la classification des handicaps cognitifs a été réalisé.
Ceci avait pour but d'apporter une définition opérationnelle des troubles cognitifs afin de leur permettre d'être pris en charge au niveau des Maisons départementales des personnes handicapées (MDPH) comme par les professionnels des champs sanitaire ou social, les collectivités territoriales et plus particulièrement les conseils généraux et les services de l’État chargés des politiques et des programmes destinés aux personnes handicapées.
Cette classification regroupe les problématiques du handicap concernant des altérations de fonctions cognitives, à travers une distinction des troubles cognitifs spécifiques, développementaux et acquis, des troubles envahissants du développement, et enfin des troubles cognitifs évolutifs. 

### Définition différentielle et axes d'analyse
Les troubles cognitifs globaux, affectant toutes les fonctions cognitives, sont regroupés sous le nom de déficiences intellectuelles. Le handicap psychique ainsi que le handicap cognitif ne se définissent pas intrinsèquement par une altération des capacités intellectuelles, mais plutôt par une difficulté à mettre en œuvre celles-ci.
En s'appuyant sur les définitions de l'Organisation mondiale de la santé (OMS) qui figurent dans la Classification internationale du fonctionnement, du handicap et de la santé (CIF), sont définies trois dimensions des troubles étudiés :
- La nature des déficiences, définies comme la perte des structures anatomiques ou des fonctions organiques[2] ;
- Les limitations d'activité, se référant aux capacités des personnes à effectuer une tâche précise dans un environnement standardisé[2] ;
- Les restrictions de participation, s'évaluant par les difficultés rencontrées par une personne pour s'insérer dans une situation de vie sociale réelle[2].

### Correspondance des troubles et handicaps
Une annexe sous forme de tableau, mentionné dans la partie du blog du psycho-linguiste Franck Ramus appelée Le guide du handicap cognitif a été réalisée par ce groupe de travail afin de mettre en correspondance les troubles cognitifs avec les handicaps cognitifs tels que répertoriés par la CIF.

## Évaluation et compensation
La notion de handicap cognitif est plus complexe que celle de déficience ou de trouble cognitif : il convient en effet d'évaluer l'impact de ces troubles sur les différents champs de la vie quotidienne, à savoir scolarité, insertion et réinsertion professionnelle, autonomie...
L'association Coridys a mis en ligne des numéros de la revue Réadaptation de Jean Savy et Hélène de Compiègne, afin de mieux faire comprendre le handicap cognitif, ainsi que les guides publiés par la Caisse nationale de solidarité pour l'autonomie pour les troubles développementaux : troubles spécifiques du langage, des praxies, de l'attention et des apprentissages ainsi que troubles du spectre de l'autisme.

### Articles de presse
- [Savy et De Compiègne 2009] Jean Savy et Hélène de Compiègne, « Cognition : du fonctionnement normal à la remédiation », Réadaptation,‎ novembre 2009
- [Savy et De Compiègne 2009] Jean Savy et Hélène de Compiègne, « Handicap cognitif : point de repères et enjeux », Réadaptation,‎ novembre 2009
- [Savy et De Compiègne 2009] Jean Savy et Hélène de Compiègne, « Pour poser le problème du handicap cognitif », Réadaptation,‎ novembre 2009
- [Savy et De Compiègne 2009] Jean Savy et Hélène de Compiègne, « Témoignages et réflexions », Réadaptation,‎ 10 octobre 2009

### Dossiers
- [CNSA 2014] « Troubles dys : guide d'appui pour l'élaboration de réponses aux besoins des personnes présentant des troubles spécifiques du langage, des praxies, de l'attention et des apprentissages », CNSA : dossier technique, Caisse nationale de solidarité pour l'autonomie,‎ décembre 2014
- [CNSA 2014] « Troubles du spectre de l'autisme : guide d'appui pour l'élaboration de réponses aux besoins des personnes présentant des troubles du spectre de l'autisme », CNSA : dossier technique, Caisse nationale de solidarité pour l'autonomie,‎ décembre 2014